# Alasdair Strokosch
Alasdair Strokosch (* 21. Februar 1983 in Paisley) ist ein ehemaliger schottischer Rugbyspieler, der auf der Position des Flügelstürmers spielte.

## Karriere

### Verein
In der Jugend spielte Strokosch bei Boroughmuir RFC und East Kilbride RFC. Er startete seine professionelle Karriere bei Edinburgh Rugby. Nach fünf Jahren bei Gloucester Rugby wechselte er 2012 nach Frankreich zu USA Perpignan. Sein letztes Spiel absolvierte er aufgrund einer Verletzung am 20. November 2017 bei der 37:11-Auswärtsniederlage gegen Biarritz Olympique. Nach dem Aufstieg 2018 in die Top 14 beendete er seine Karriere und kehrte als Kraft- und Konditionstrainer nach Schottland zurück.

### Nationalmannschaft
Sein erstes Länderspiel absolvierte er am 25. November 2006 gegen Australien.
Er war Bestandteil des schottischen Kaders für die Rugby-Union-Weltmeisterschaften 2011 und 2015. Am 5. November 2015 trat er aus der Nationalmannschaft zurück.

## Sonstiges
Er ist Mitglied bei Sportscotland, dem Sportinstitut Schottlands. Im Alter von 12 bekam er den schwarzen Gürtel in Karate und vertrat Schottland bei U21-Welt- und Europameisterschaften. Strokoschs Vater ist Deutscher, seine Mutter Schottin.